# 湖中女士
《湖中女士》(Pani Jeziora) 是波兰奇幻作家安杰伊·萨普科夫斯基的《猎魔人》系列中第五部长篇小说，1999年由SuperNowa出版。

## 情节
在古代不列颠，骑士加拉哈德无意间遇到在湖中洗澡的希里，希里给他讲述了自己的故事，并警告说故事的结局不好。
在上一部小说的故事最后，希里被传送到精灵的世界，并遇到了先知阿瓦拉克。她发现每次骑马出去，总会回到出发的湖边。先知解释说为了回到自己的世界，希里必须给精灵国王奥伯伦生个孩子。希里不情愿地答应了，但奥伯伦几次都没有成功。在之前救过的独角兽的帮助下，她找到了离开的方法，并发现奥伯伦被骑兵队长艾瑞丁毒死了。
回到自己的世界后，希里来到威戈福特兹的城堡，想要营救叶奈法，不过被抓住了。杰洛特一行人也赶到城堡，在打斗中，米尔瓦、安古蓝、卡西尔、雷吉斯被杀，希里杀死了邦纳特，杰洛特杀死了威戈福特兹，并和希里、叶奈法团聚。
尼弗伽德帝国的皇帝恩希尔带兵赶到，杰洛特认出他是希里的父亲。恩希尔打算和希里结婚并生下预言中能拯救世界的强大后代。为了避免希里知道他们是父女，他逼迫杰洛特和叶奈法自杀，但之后改变了主意。
杰洛特和矮人朋友们在利维亚相聚。当地爆发了反对非人类的暴动，为了保护矮人朋友，他被草叉杀死，叶奈法为了救他也力竭而亡。希里和朋友们把他们放到一艘旧船上，她自己也上了船，三个人消失在浓雾之中。之后杰洛特和叶奈法在未知的某地（猜测是阿瓦隆）醒来。
加拉哈德问这是否是故事的结局，希里说她不希望故事像这样结束。加拉哈德邀请希里去卡美洛，希里同意了，两人牵手同行。

## 改编
在游戏巫师3：狂猎中的一个主线任务中，杰洛特会给艾瑞丁的一个副官展示艾瑞丁杀死奥伯伦的情景，从而使这名副官不再为艾瑞丁工作。

## 脚注
1. ↑   相关情节参见《轻蔑时代》
2. ↑  “狂猎”的指挥官
3. ↑  相关情节参见《白狼崛起》中的“价码问题”